# Паскуалино, Люк
Лука́ (Люк) Джузе́ппе Паскуали́но (англ. Luke Pasqualino; род. 19 февраля 1990, Питерборо, Кембриджшир, Англия, Великобритания) — британский актёр, известен своими ролями Фредди в сериале «Молокососы», Паоло в сериале «Борджиа» и Д’Артаньяна в сериале «Мушкетёры».

## Ранняя жизнь и образование
Люк Паскуалино родился в Питерборо, графство Кембриджшир. Его отец родом из Сицилии, а мать — неаполитанка. У него есть старшая сестра Натали. Он окончил школу Уолтон, после чего изучал актёрское мастерство под руководством Мартина Темпеста в арт-центре «Стэмфорд». Прежде чем дебютировать на телевидении, будущий актёр работал моделью, помогал отцу, который владеет сетью парикмахерских салонов и выступал на театральной сцене.

## Карьера
В 2007 году Люк сыграл роль в фильме «Правило Стингеров». В 2009 и в 2012 годах он снялся в эпизодах сериала «Миранда». В 2009 его утвердили на роль Фредди, в 3 и 4 сезонах сериала «Молокососы». До того, как получил роль Фредди, работал шеф-поваром в ресторане двоюродного брата.
Паскуалино исполнил роль молодого, талантливого пилота истребителя — Уильяма Адама в сериале «Звездный Крейсер Галактика: Кровь и Хром». Снялся в 1 и во 2 сезоне сериала «Борджиа». Также он снялся в главной роли в фильме ужасов «Явление». В октябре 2012 года вышел ещё один фильм с его участием — «Девственники, берегитесь!». В 2013 году получил роль в фильме «Сквозь снег».
В 2014—2016 годах он играл роль Д’Артаньяна в телесериале BBC One «Мушкетёры».

## Личная жизнь
Паскуалино живёт в Лондоне. Люк является сторонником клуба «Питерборо Юнайтед» своего родного города и клуба «Челси» премьер-лиги. Его фамилия означает «Маленькая Пасха» (Pasqua-lino — Little Easter).
Люк поддерживает движение солидарности HeForShe, заявляя, что он «разделяет принципы гендерного равенства».

## Фильмография
| Год       |    | Русское название                         | Оригинальное название                          | Роль                       |
| --------- | -- | ---------------------------------------- | ---------------------------------------------- | -------------------------- |
| 2009      | ф  | Правило Стингеров                        | Stingers Rule!                                 | Энтони                     |
| 2009      | с  | Катастрофа                               | Casualty                                       | Дэнс                       |
| 2009—2013 | с  | Миранда                                  | Miranda                                        | Джейсон                    |
| 2009—2010 | с  | Молокососы                               | Skins                                          | Фредерик «Фредди» МакКлэйр |
| 2011—2012 | с  | Борджиа                                  | The Borgias                                    | Паоло                      |
| 2012      | тф | Звёздный Крейсер Галактика: Кровь и Хром | Battlestar Galactica: Blood & Chrome           | Уильям Адама               |
| 2012      | ф  | Девственники, берегитесь!                | Love Bite                                      | Кев                        |
| 2012      | ф  | Явление                                  | The Apparition                                 | Грег                       |
| 2013      | ф  | Сквозь снег                              | Snowpiercer                                    | Грей                       |
| 2013      | с  | Джо                                      | Jo                                             | лейтенант Завалиа          |
| 2014      | с  | Внутри девятого номера                   | Inside No. 9                                   | Ли                         |
| 2014—2016 | с  | Мушкетёры                                | The Musketeers                                 | Д’Артаньян                 |
| 2016      | ф  | Хитрее всех                              | Smartass                                       | Донни                      |
| 2016—2017 | с  | Наша девочка                             | Our Girl                                       | Элвис Харт                 |
| 2017—2018 | с  | Большой куш                              | Snatch                                         | Альберт «Альби» Хилл       |
| 2019      | ф  | Убийство Ганди                           | The Gandhi Murder                              | Джимми                     |
| 2021      | с  | Смерть в раю                             | Death in Paradise                              | Эд Лансер                  |
| 2021—2023 | с  | Тень и Кость                             | Shadow and Bone                                | Дэвид Костык               |
| 2022      | ф  | Медуза делюкс                            | Medusa Deluxe                                  | Энджел                     |
| 2022      | с  | Шантарам                                 | Shantaram                                      | Маурицио                   |
| 2024      | с  | Соперники                                | Rivals                                         | Бейзил Бэббингем           |
| 2024      | мф | Властелин колец: Война рохирримов        | The Lord of the Rings: The War of the Rohirrim | Вульф (озвучивание)        |